# Sergi López Segú
Sergi López Segú (Granollers, 6 ottobre 1967 – Granollers, 4 novembre 2006) è stato un calciatore spagnolo, di ruolo difensore.
Era il fratello maggiore dei calciatori Gerard e Julià López Segú.

## Carriera
Agli inizi della sua carriera fu conteso tra i settori giovanili del Barcellona e del Real Madrid; fu Oriol Tort, che all'epoca scoprì altri giovani talenti come Pep Guardiola e Sergi Barjuan, a convincere la sua famiglia a scegliere il Barcellona.
Iniziò così a giocare nella cantera del club catalano, seguito più tardi dai fratelli Julià e Gerard. Debuttò nella squadra titolare il 31 gennaio 1988 contro l'UD Las Palmas al Camp Nou. Restò al Barcellona per 3 stagioni, vincendo un campionato spagnolo di calcio, due Coppe del Re e la Coppa delle Coppe 1988-1989. Comprendendo anche le partite di coppa, ha totalizzato 54 presenze con la maglia blaugrana, segnando un gol.
Nel 1991 passò al Maiorca, ma dopo una sola stagione fu ceduto al Real Saragozza, con cui giocò per 3 stagioni, conquistando un'altra Coppa del Re e la Coppa delle Coppe 1994-1995. Dopo qualche fugace apparizione in Segunda División B con il CF Gavà, si ritirò nel 1995 a causa di un infortunio al ginocchio.

## Post-carriera e morte
Dopo aver chiuso con il calcio giocato, si trasferì in Argentina, dove si sposò ed ebbe un figlio. Dopo la fine del suo matrimonio, cadde in depressione e fu curato in un ospedale psichiatrico, ma fu costretto per problemi finanziari a fare ritorno in Spagna. Il 4 novembre 2006 si è suicidato buttandosi sotto un treno. Al suo funerale, svoltosi due giorni più tardi, parteciparono molti suoi ex compagni di squadra, tra cui Guillermo Amor, Pep Guardiola, Sergi Barjuan, Txiki Begiristain, Xavier Aguado, Santiago Aragón e Josep Serer, il presidente del Barcellona Joan Laporta, Samuel Eto'o, l'ex presidente del Valencia Pedro Cortés e l'intero staff del Monaco, in cui militava all'epoca il fratello Gerard.

## Palmarès
- Campionato spagnolo: 1

Barcellona: 1990-1991
- Coppa di Spagna: 3

Barcellona: 1987-1988, 1989-1990
Real Saragozza: 1993-1994
- Copa Catalunya: 1

Barcellona: 1991
- Coppa delle Coppe: 2

Barcellona: 1988-1989
Real Saragozza: 1994-1995